# Just for Tonight
Just for Tonight è un film muto del 1918 diretto da Charles Giblyn.
Fu l'ultimo film per il direttore della fotografia  A. Lloyd Lewis.

## Trama
Theodore Whitney, Sr incarica il figlio, Theodore, "Ted" Jr., di ritrovare alcuni documenti azionari che sono spariti. Ted incontra e si innamora della graziosa Betty Blake, la nipote del maggiore Blackburn, anche lui oggetto di un furto misterioso. A investigare sul caso, si presenta sotto la falsa identità di Lord Roxenham un detective che viene convinto da Ted a lasciargli prendere il suo posto solo per una notte. Ted potrà in questo modo entrare in casa Blackburn per avvicinare la sfuggente Betty. Quando i due giovani si ritrovano insieme vengono però sorpresi dall'arrivo improvviso di Lady Roxenham, cosa che getta nel panico il faso Roxenham. La donna, però, acconsente a tacere e a tenere loro bordone. Spiandola, però, Ted si rende conto che Lady Roxenham sta attentando alla vita del maggiore Blackburn, il padrone di casa. Avvisa quindi il resto della famiglia: si scopre così che Lady Roxenham è, in realtà, una ladra internazionale in combutta con il maggiordomo di casa, suo complice. Arrestati i ladri, Betty porta a buon fine un'operazione finanziaria e accetta la corte di Ted.

## Produzione
Il film fu prodotto dalla Goldwyn Pictures Corporation.

## Distribuzione
Distribuito dalla Goldwyn Distributing Company, uscì nelle sale cinematografiche USA il 16 settembre 1918.